# Municipio de Salina Cruz
El municipio de Salina Cruz es uno de los 570 municipios que conforman el estado mexicano de Oaxaca, su cabecera es la ciudad y puerto de Salina Cruz, ubicado en el Istmo de Tehuantepec.

## Clima
| Parámetros climáticos promedio de Salina Cruz                                                                   | Parámetros climáticos promedio de Salina Cruz | Parámetros climáticos promedio de Salina Cruz | Parámetros climáticos promedio de Salina Cruz | Parámetros climáticos promedio de Salina Cruz | Parámetros climáticos promedio de Salina Cruz | Parámetros climáticos promedio de Salina Cruz | Parámetros climáticos promedio de Salina Cruz | Parámetros climáticos promedio de Salina Cruz | Parámetros climáticos promedio de Salina Cruz | Parámetros climáticos promedio de Salina Cruz | Parámetros climáticos promedio de Salina Cruz | Parámetros climáticos promedio de Salina Cruz | Parámetros climáticos promedio de Salina Cruz |
| Mes | Ene.                                          | Feb.                                          | Mar.                                          | Abr.                                          | May.                                          | Jun.                                          | Jul.                                          | Ago.                                          | Sep.                                          | Oct.                                          | Nov.                                          | Dic.                                          | Anual                                         |
| --- | --------------------------------------------- | --------------------------------------------- | --------------------------------------------- | --------------------------------------------- | --------------------------------------------- | --------------------------------------------- | --------------------------------------------- | --------------------------------------------- | --------------------------------------------- | --------------------------------------------- | --------------------------------------------- | --------------------------------------------- | --------------------------------------------- |
| Temp. máx. abs. (°C)                                                                                            | 32                                            | 33                                            | 35                                            | 36                                            | 36                                            | 36                                            | 35                                            | 36                                            | 35                                            | 33                                            | 34                                            | 33                                            | '                                             |
| Temp. máx. media (°C)                                                                                           | 29                                            | 29                                            | 30                                            | 31                                            | 32                                            | 31                                            | 31                                            | 31                                            | 30                                            | 30                                            | 30                                            | 29                                            | 30.3                                          |
| Temp. media (°C)                                                                                                | 25                                            | 25                                            | 26                                            | 27                                            | 28                                            | 28                                            | 27                                            | 28                                            | 26                                            | 26                                            | 26                                            | 25                                            | 26.4                                          |
| Temp. mín. media (°C)                                                                                           | 22                                            | 22                                            | 23                                            | 24                                            | 25                                            | 25                                            | 24                                            | 25                                            | 23                                            | 23                                            | 23                                            | 22                                            | 23.4                                          |
| Temp. mín. abs. (°C)                                                                                            | 16                                            | 17                                            | 17                                            | 18                                            | 21                                            | 18                                            | 20                                            | 20                                            | 20                                            | 18                                            | 16                                            | 17                                            | 16                                            |
| Precipitación total (mm)                                                                                        | 0                                             | 0                                             | 10                                            | 10                                            | 80                                            | 290                                           | 110                                           | 130                                           | 170                                           | 100                                           | 20                                            | 0                                             | 970                                           |
| Días de precipitaciones (≥ 1 mm)                                                                                | 1                                             | 1                                             | 1                                             | 1                                             | 6                                             | 15                                            | 9                                             | 11                                            | 10                                            | 6                                             | 2                                             | 1                                             | 70                                            |
| Fuente: http://www.weatherbase.com/weather/weather.php3?s=33867&cityname=Salina-Cruz-Oaxaca-Mexico&units=metric |                                               |                                               |                                               |                                               |                                               |                                               |                                               |                                               |                                               |                                               |                                               |                                               |                                               |

## Demografía
La población total del municipio de acuerdo con el Censo de Población y Vivienda realizado en 2020 por el Instituto Nacional de Estadística y Geografía, es de 84,438 habitantes, de los que 40,443 son hombres y 43,995 son mujeres.

### Localidades
El municipio se encuentra formado por quince localidades, las principales y su población de acuerdo al censo de 2020 son:
| Localidad             | Población (2020) |
| --------------------- | ---------------- |
| Salina Cruz           | 76,660           |
| Salinas del Marqués   | 1,636            |
| Boca del Río          | 1,263            |
| Ensenada La Ventosa   | 1,092            |
| Colonia Santita       | 735              |
| San Antonio Monterrey | 525              |
| San José del Palmar   | 370              |
| Playa Brasil          | 332              |
| Total municipio       | 14 542           |

## Política
El gobierno de Salina Cruz corresponde al ayuntamiento, este es electo por el principio de partidos políticos. Por lo tanto su elección es como en todos los municipios mexicanos, por sufragio directo, universal y secreto para un periodo de tres años renovables por un periodo inmediato, el periodo constitucional comienza el día 1 de enero del año siguiente a su elección. El Ayuntamiento se integra por el presidente municipal, un síndico y un cabildo formado por los regidores.
Representación legislativa
Para la elección de diputados locales al Congreso del Estado de Oaxaca y de diputados federales a la Cámara de Diputados federal, Salina Cruz se encuentra integrado en los siguientes distritos electorales:
Local:
XIX Distrito Electoral Local de Oaxaca con cabecera en Ciudad Ixtepec.
Federal:
V Distrito Electoral Federal de Oaxaca con cabecera en Salina Cruz

## Presidentes municipales
| N.º | Nombre                                    | Período     | Partido |
| --- | ----------------------------------------- | ----------- | ------- |
| 1°  | Roberto Medina Jiménez                    | 1901        |         |
| 2°  | Remigio Ortiz Rivera                      | 1902        |         |
| 3°  | Jerónimo Novales                          | 1903        |         |
| 4°  | Vito Modesto López                        | 1904 - 1905 |         |
| 5°  | M. Fernández                              | 1906        |         |
| 6°  | Guillermo F. Luna                         | 1907        |         |
| 7°  | A. H. García                              | 1908 - 1909 |         |
| 8°  | Álvaro Guzmán                             | 1910        |         |
| 9°  | Isaac Juárez                              | 1911        |         |
| 10° | J. M. Medero                              | 1912        |         |
| 11° | M. Santaella Jiménez                      | 1913 - 1914 |         |
| 12° | Manuel F. Orozco                          | 1915        |         |
| 13° | F. Miguel García                          | 1916        |         |
| 14° | Porfirio Morales Altamirano               | 1917 - 1918 |         |
| 15° | C. P. Carreón                             | 1919 - 1920 |         |
| 16° | F. Chiñas                                 | 1921        |         |
| 17° | A. Marín Velasco                          | 1922        |         |
| 18° | Fidel Cabrera López                       | 1923        |         |
| 19° | Francisco Alcántar                        | 1924        |         |
| 20° | Mariano López (interino)                  | 1925        |         |
| 21° | Policarpio Muñoz                          | 1925        |         |
| 22° | Ismael P. Rodríguez                       | 1926        |         |
| 23° | León Olvera                               | 1927        |         |
| 24° | Arturo J. Marín Sánchez                   | 1928 - 1929 |         |
| 25° | Sabino Palacios                           | 1930        |         |
| 26° | Alfonso Ortega                            | 1931        |         |
| 27° | Pedro H. San Germán                       | 1932        |         |
| 28° | Álvaro Guzmán                             | 1933 - 1934 |         |
| 29° | Luciano Sánchez                           | 1935        |         |
| 30° | Alfredo Cortés Rito                       | 1936        |         |
| 31° | Jesús Martínez Poblano                    | 1937        |         |
| 32° | Ángel Sánchez Corral(interino)            | 1938        |         |
| 33° | Alberto Molina                            | 1939 - 1940 |         |
| 34° | Alfredo Cortés Rito                       | 1941 - 1942 |         |
| 35° | Sabino Palacios                           | 1943 - 1944 |         |
| 36° | Rafael Sánchez Vázquez                    | 1945 - 1946 |         |
| 37° | Fortino Paul Hernández                    | 1947 - 1948 |         |
| 38° | Pedro Tapia del Hoyo                      | 1948 - 1949 |         |
| 39° | Luciano Sánchez                           | 1950 - 1951 |         |
| 40° | Juan Cartas Castillejos(interino)         | 1952        |         |
| 41° | César Linton Rodríguez                    | 1953 - 1956 |         |
| 42° | Manuel Medina Castañeda                   | 1957 - 1958 |         |
| 43° | Milton Vargas Martínez (interino)         | 1958 - 1959 |         |
| 44° | Antonio Toledo Romero                     | 1960        |         |
| 45° | Jesús Hernández Munguía (interino)        | 1961 - 1962 |         |
| 46° | Adalberto Monjardin Ortigoza              | 1963 - 1965 |         |
| 47° | Felipe Gallegos Cruz                      | 1966 - 1968 |         |
| 48° | Máximo Toledo Jiménez                     | 1969 - 1971 |         |
| 49° | Norberto Tomás Carlock Vásquez (interino) | 1971        |         |
| 50° | Javier Petrikowski Zelaya                 | 1972 - 1974 |         |
| 51° | Horacio Sánchez González (Interino)       | 1975        |         |
| 52° | Arturo Francisco Gamboa Soto              | 1975 - 1977 |         |
| 53° | José Romero Villalobos                    | 1978 - 1980 |         |
| 54° | Alfredo López Ramos                       | 1981 - 1983 |         |
| 55° | Jorge Camacho Cabrera                     | 1984 - 1986 |         |
| 56° | Jorge Antonio López Mier                  | 1987 - 1989 |         |
| 57° | Héctor Anuar Mafud Mafud                  | 1990 - 1992 |         |
| 58° | Alfredo López Ramos                       | 1993 - 1995 |         |
| 59° | Emmanuel Roberto Toledo Medina            | 1996 - 1998 |         |
| 60° | Alejandro León Aragón                     | 1999 - 2001 |         |
| 61° | Víctor Rafael González Manríquez          | 2002 - 2004 |         |
| 62° | Edith Escobar Camacho                     | 2005 - 2007 |         |
| 63° | Héctor Becerril Morales                   | 2008 - 2010 |         |
| 64° | Gerardo García Henestroza                 | 2011 - 2013 |         |
| 65° | Gustavo Barker Meléndez (interino)        | 2013        |         |
| 66° | Rosa Nidia Villalobos González            | 2014 - 2016 |         |
| 67° | Rodolfo León Aragón                       | 2017 - 2018 |         |
| 68° | Juan Carlos Atecas Altamirano             | 2019 - 2021 |         |
| 69° | Iran López Osorio (interino)              | 2021        |         |
| 70° | Juan Carlos Atecas Altamirano             | 2021        |         |
| 71° | Daniel Méndez Sosa                        | 2022 - 2024 |         |
| 72° | Daniel Méndez Sosa                        | 2025 - 2027 |         |

## Ubicación geográfica

### Límites municipales
Tiene límites administrativos con los siguientes municipios o accidentes geográficos, según su ubicación:
|                                  | Norte: Santo Domingo Tehuantepec | Nordeste: San Pedro Huilotepec |
| Oeste: Santo Domingo Tehuantepec |                                  | Este: San Mateo del Mar        |
|                                  | Sur: Golfo de Tehuantepec        | Sureste: Golfo de Tehuantepec  |

## Sismo
El 7 de septiembre del 2017, se registró un movimiento de placas ocasionado por una fractura telúrica ocurrida a las 23:49:18 hora local (UTC-5) y tuvo una magnitud de 8,2 Mw. 
Tras el sismo, decenas de personas murieron y gran parte de la infraestructura pública en el istmo de Tehuantepec, una zona del sur de México en la que se encuentra Salina Cruz, fue destruido.

### Mercado Salina Cruz
A un año del sismo del 7 de septiembre de 2017, que devastó gran parte de la infraestructura pública en el istmo de Tehuantepec, Oaxaca, Fundación GIA de Hipólito Gerard Rivero y organismos aliados entregaron al municipio de Salina Cruz, el nuevo mercado "Ignacio Zaragoza", cuya rehabilitación costó alrededor de 35 millones de pesos.
La reconstrucción de esta obra busca beneficiar a más de 2,000 personas directamente y a toda la población del Istmo, ya que es uno de los más importantes centros de abasto del municipio y sus alrededores, indicó la fundación a través de un comunicado. 
En el evento de la reinauguración estuvieron presentes Alejandro Murat, gobernador de Oaxaca y Juan Pablo Castañón, presidente del Comité Técnico del Fideicomiso Fuerza México, así como el director general de Pemex, Carlos Treviño y el presidente municipal de Salina Cruz. 
Juan Pablo Castañón explicó que "la aportación para este proyecto, es una muestra más del compromiso que se tiene con el desarrollo económico de las comunidades afectadas, y en especial con la recuperación del estado de Oaxaca".